# Curt Theilen
Curt Heinz Ludwig Hermann Theilen (* 16. Juni 1893 in Oldenburg; † 7. März 1979 ebenda) war ein deutscher Verwaltungsjurist, Verwaltungsreformer und Sozialgerichtspräsident.

## Leben
Curt Theilen war der Sohn des Kaufmanns Gustav Theilen (1859–1930) und dessen Ehefrau Adele geb. Wilhelm (1865–1942). Er besuchte bis zu seinem Abitur 1912 das Gymnasium in Oldenburg und studierte anschließend zunächst bis 1914 Rechtswissenschaften an den Universitäten Freiburg, Jena und Göttingen. Bei Ausbruch des Ersten Weltkrieges meldete er sich freiwillig und leistete bis 1918 Kriegsdienst. Von 1919 bis 1920 setzte er das unterbrochene Studium in Göttingen fort. Nach der Referendarausbildung und dem 2. Staatsexamen trat er 1923 in den Staatsdienst des Freistaats Oldenburg und war zunächst Regierungsassessor. Ab 1924 war er als Regierungsrat im Innenministerium des Freistaats tätig.
1926 wurde er zum Amtshauptmann in Friesoythe ernannt und wechselte 1932 in gleicher Funktion nach Westerstede. Im Oktober 1932 ernannte ihn die nationalsozialistische Regierung Röver unter dem Leiter des Gaus Weser-Ems Carl Röver zum Staatskommissar. Er wurde beauftragt, zusammen mit dem Oberregierungsrat Hans Carstens die öffentliche Verwaltung des Freistaats umfassend zu reformieren. Die Reform hatte zwei wesentliche Ziele. Zum einen sollte der Verwaltungsaufbau durch Schaffung größerer Einheiten vereinfacht und somit Kosteneinsparungen ermöglicht werden. Zum anderen sollten leistungsstarke und leistungsschwache Gemeinden vereinigt und deren Finanzkraft dadurch gesteigert werden. Proteste, die eine derartige Reform bisher verhindert hatten, wurden von der nationalsozialistische Regierung unterdrückt. Ohne Mitwirkung des Parlaments konnte somit bereits am 27. April 1933 das Gesetz betreffend der Vereinfachung und Verbilligung der öffentlichen Verwaltung verkündet werden. Das Gesetz, das am 15. Mai desselben Jahres in Kraft trat, wird im Ergebnis bis heute als sinnvoll angesehen, reduzierte die Gemeindezahl von 117 auf 59 und die der Ämter von 12 auf 6.
Theilen selbst übernahm 1933 die Verwaltung des aus dem Amt Westerstede sowie den Gemeinden Rastede und Wiefelstede neugeschaffenen Amtsbezirkes bzw. Landkreises Ammerland. 1937 wechselte er seine Position und wurde zum Präsidenten der Landesversicherungsanstalt Oldenburg-Bremen ernannt. Auf Veranlassung des inzwischen zum Reichsstatthalter aufgestiegenen Carl Röver wurde Theilen ab 1938 außerdem Vorsitzender der auf Rövers Initiative hin gegründeten Forschungsanstalt für den Raum Weser-Ems e.V., die die Ansprüche auf Bildung eines Großraumes Weser-Ems im Sinne der Nationalsozialisten ideologisch und kulturell untermauern sollte. Nach Ausbruch des Zweiten Weltkrieges leistete Theilen als Reserveoffizier erneut Kriegsdienst.
Nach dem Ende des Krieges 1945 wurde Theilen von der Britischen Militärregierung aus seinen Ämtern entlassen. Im Februar 1946 holte ihn Ministerpräsident Theodor Tantzen allerdings wieder als Regierungsrat in den Landesdienst zurück, wo Theilen sich innerhalb des Staatsministeriums mit Fragen der Länderreform auseinandersetzte.
1949 wurde Theilen zum Direktor des oldenburgischen Oberversicherungsamtes ernannt, aus dem mit Inkrafttreten des Sozialgerichtsgesetzes am 1. Januar 1954 das Sozialgericht Oldenburg hervorging. Die Leitung des Gerichtes hatte Theilen bis zu seiner Pensionierung 1961 inne.

## Familie
Theilen heiratete am 9. März 1929 Erika geb. Schramm (* 1907). Das Ehepaar hatte einen Sohn und eine Tochter und wurde 1950 geschieden.

## Veröffentlichungen (Auswahl)
Im Rahmen seiner beruflichen Tätigkeiten veröffentlichte Theilen eine Anzahl Schriften.
- Die oldenburgische Verwaltungsreform vom Jahre 1933, zusammengestellt im Aufträge des Oldenburgischen Staatsministeriums von Amtshauptmann Theilen unter Mitarbeit von Oberregierungsrat Carstens, Teil 1 (mehr nicht erschienen). Oldenburg, 1934.
- Deutsche Reichsgemeinde oder Dorf? Die Gemeindegliederung in Oldenburg und ihre Bedeutung für die Reform der Verwaltung. Oldenburg, 1935.
- Wie die Oldenburgische Verwaltungsreform wurde. Veröffentlicht in: Oldenburgische Staatszeitung, Ausgabe vom 25. Mai 1937.
- Die oldenburgischen Landkreise. Veröffentlicht in: Kurt Jeserich (Hrsg.): Die deutschen Landkreise. Stuttgart, 1937.
- Die Forschungsgemeinschaft für den Raum Weser-Ems. Veröffentlicht in: Die Nordwestmark. Bd. 1: Dichtung und Forschung im Raume Weser-Ems. Oldenburg, 1940, Seiten 9–13.
- Die Rechtsansprüche der entna zifizierten Beamten. Ohne Ortsangabe, 1949.